# Suzanne Foccart
Pour les articles homonymes, voir Foccart.
Suzanne Koch-Foccart, né le 29 septembre 1871 à Ambrières et morte en novembre 1925 à l'Île-aux-Moines, est une religieuse catholique.

## Biographie

### Origine
Fille de Guillaume-Louis Koch-Foccart, propriétaire du Château du Tertre, conseiller de l'arrondissement et maire d'Ambrières et de Marie Masson, elle est la tante de l'homme politique Jacques Foccart. Son frère Marie-Pierre est chanoine, secrétaire particulier de Mgr Jean-Charles Arnal du Curel.

### Carmel de Laval
Elle est élue comme prieure du Carmel de Laval sous le nom religieux de Sœur Cécile-Marie du Sauveur le 5 juin 1897. Elle possède à titre personnel une grande partie des biens du carmel. Ses allures donnent lieu à de nombreuses critiques.  Pour Michel Denis, « c’est une jeune femme de 25 ans que sa famille, riche et connue, à la mentalité bourgeoise étriquée, a placée au couvent pour lui éviter des écarts de conduite[réf. souhaitée]. »

### Santissime Bambina
Auteur d'une brochure répandue à profusion, Suzanne Foccart est la promotrice d'une dévotion à Marie Enfant, ou encore nommé la Santissima Bambina.

### Amie de Maud Gonne
Amie de Maud Gonne, elle sera la marraine de sa fille Iseult Gonne, qui sera élevée au Carmel. Maud Gonne est connue pour ses engagements dans le mouvement féministe et pour l'indépendance de l'Irlande, elle est la mère de Seán MacBride, l’un des cofondateurs d’Amnesty International. Elle demeure une icône du mouvement nationaliste irlandais. 

### L'affaire
Les rumeurs sur les liens entre l'évêché  et le carmel passent de la rumeur locale aux articles de presse. Le secrétaire personnel de l'évêque Jean-Pierre Dissard est le premier visé. Il entretenait dit-on des relations clandestines avec la prieure. Le deuxième visé est l'évêque Pierre Geay, dont les relations avec la prieure seront nuisibles et qui sera attaqué sur la vie privée de préfet violet. Il est fort possible que cette affaire dite du Carmel de Laval ait pesé sur le vote de la loi de séparation des Églises et de l'État[réf. nécessaire]. 
Attaquée en justice, la présidente du Carmel l'emporte de 1904 à 1906. Le successeur de Geay, Mgr Eugène Grellier, évêque de Laval de 1906 à 1936, n'aura de cesse d'obtenir le départ de Suzanne Foccart. Il l'obtient en 1912. Jean-Pierre Dissard est décédé en 1911. L'ancien carmel déménage alors à Remouillé, où Suzanne s'installe en compagnie de plusieurs carmélites.

### L'Île aux Moines
Suzanne se retira dans une villa, près de Tours, et près de l'archevêque de Tours, Mgr René François Renou. L'abbé Grangereau devient alors le favori de Foccart.
Elle rejoint l'Île-aux-Moines, où elle reste régulièrement au couvent de San Francisco en compagnie de plusieurs compagnes, mesdemoiselles Ventrions et de Prunelé. Elles sont décrites comme des pauvresses habillées en guenilles, qui portaient des sabots, coiffées de casquettes informes fabriquées avec de vieilles culottes de marin, et qui élevaient des chèvres. Suzanne Foccart est décrite comme excentrique, et un peu fêlée.
Selon Pierre Péan, sa vie sera un destin brisé : l'amour, la déception, l'entrée au Carmel, l'évocation d'un ami cher, le joug de l'évêque Pierre Geay qu'elle déteste, l'illumination à propos de son petit vicaire Jean-Pierre Dissard, l'enfant qu'elle a eu de cet ami et qui leur a été arraché. Elle est enterrée au cimetière de l'Île-aux-Moines, qui jouxte l'église Saint Michel